# Gert Claessens
Gert Claessens (Tongeren, 21 februari 1972) is een Belgisch voormalig profvoetballer die bij voorkeur als linkshalf speelde. Later werd Claessens omgevormd tot een verdediger. Hij speelde voor Club Luik, KRC Genk, Club Brugge, Real Oviedo, Vitesse en Lierse. 
In 2007 stopte hij met voetballen. Hij verzamelde vier caps in het Belgisch voetbalelftal. 

## Clubcarrière

### Club Brugge
Gert Claessens werd in 1994 door Club Brugge overgenomen van KRC Genk. Daarvoor speelde de linkshalf voor Club Luik. In 1990 begon Claessens daar zijn professionele loopbaan. Claessens kende zijn sterkste periode bij Club Brugge van 1994 tot 1999. Met Brugge werd hij twee keer kampioen en won twee keer de Belgische beker, een periode die werd gekenmerkt door zijn gewaardeerde samenspel met spelers als Gert Verheyen, Sven Vermant en de Limburgers Vital Borkelmans en Gunter Verjans onder de trainers Hugo Broos en Eric Gerets.

### Real Oviedo en Vitesse
Claessens versierde in 1999 een transfer naar de Primera División. Zijn overgang naar Real Oviedo was evenwel geen succes. Claessens speelde er slechts 8 wedstrijden en werd op 14 januari 2001 uitgeleend aan het Nederlandse Vitesse. Bij de Nederlandse eersteklasser had Claessens onder andere Ronald Koeman als coach en vond hij zijn oude niveau terug. Op 14 november 2002 schakelde Claessens met Vitesse het Duitse Werder Bremen uit in de UEFA Europa League. Claessens maakte een fantastisch doelpunt.

### Terugkeer naar Genk
Vanaf de winterstop van het seizoen 2003/04, zijn eerste halve seizoen als middenvelder bij KRC Genk sinds zijn eerste vertrek in 1994, verving Claessens de Nederlander Theo Janssen op het middenveld. Janssen maakte de omgekeerde beweging, terug naar club van herkomst Vitesse, nadat de met veel bombarie binnengehaalde Nederlander absoluut niet voldeed voor KRC Genk.
Claessens wist aanvankelijk, door matig spel in een zwalpende ploeg, niet meteen te overtuigen. In het jaar daarop, onder René Vandereycken, werd Claessens omgeschoold tot een verdediger en speelde hij zijn beste jaar voor de Limburgers. Claessens groeide uit tot een stabiele centrale verdediger en leek zijn voetbalcarrière verzekerd. In het jaar erop raakte Claessens echter dusdanig geblesseerd dat zijn seizoen er voor een groot deel al meteen opzat. In de seizoensopener op Daknam tegen Sporting Lokeren SNW op 8 augustus 2005 zakte de Membruggenaar door zijn knie en hij maakte pas zijn wederoptreden tegen Excelsior Moeskroen, meer dan een half jaar later. Claessens werd nooit meer de oude na zijn blessure en moest dat bekopen met een 'degradatie' uit de basiskern en heeft sinds de opener tegen SV Zulte Waregem, waarin hij 90' speelde, geen minuut meer op het veld gestaan voor de Limburgers, mede doordat zijn opvolger Jean-Philippe Caillet het uitstekend deed.

### Latere carrière
Claessens had nog een contract tot juni 2007, maar mocht van Genk tijdens de winterstop gratis vertrekken. Hij vertrok naar Lierse en tekende daar evenals doelman Jan Moons een contract tot het einde van het seizoen 2006-2007. Begin maart 2007 maakte Claessens echter een einde aan zijn professionele voetbalcarrière. Dit door een chronische rugblessure.
In juni 2007 heeft hij beslist om terug bij zijn eerste club, derdeprovincialer Membruggen V&V, te gaan spelen.

## Persoonlijk leven
Claessens is getrouwd en heeft twee kinderen.

## Clubstatistieken
| Club                | seizoen   | matchen | goals |
| ------------------- | --------- | ------- | ----- |
| BEL FC Membruggen   | 1980-?    | ?       | ?     |
| BEL 's Herenelderen | ?         | ?       | ?     |
| BEL FC Luik         | 1990-1991 | 6       | 0     |
| BEL FC Luik         | 1991-1992 | 3       | 0     |
| BEL KRC Genk        | 1992-1993 | 32      | 4     |
| BEL KRC Genk        | 1993-1994 | 27      | 8     |
| BEL Club Brugge     | 1994-1995 | 6       | 2     |
| BEL Club Brugge     | 1995-1996 | 26      | 6     |
| BEL Club Brugge     | 1996-1997 | 23      | 8     |
| BEL Club Brugge     | 1997-1998 | 32      | 13    |
| BEL Club Brugge     | 1998-1999 | 22      | 10    |
| ESP Real Oviedo     | 1999-2000 | 8       | 0     |
| ESP Real Oviedo     | 2001-2002 | 0       | 0     |
| NED Vitesse         | 2000-2001 | 12      | 5     |
| NED Vitesse         | 2001-2002 | 22      | 4     |
| NED Vitesse         | 2002-2003 | 29      | 3     |
| NED Vitesse         | 2003-2004 | 22      | 4     |
| BEL KRC Genk        | 2003-2004 | 6       | 1     |
| BEL KRC Genk        | 2004-2005 | 27      | 2     |
| BEL KRC Genk        | 2005-2006 | 7       | 0     |
| BEL KRC Genk        | 2006      | 1       | 0     |
| BEL Lierse          | 2007      | 5       | 0     |
| BEL Membruggen V&V  | 2007-...  | ...     | ...   |

## Interlandcarrière
- 4 interlands, 1 doelpunt
- debuut 11 oktober 1997,  BELBelgisch voetbalelftal 3-2  Welsh voetbalelftal